# Ribera d'Urgellet
Ribera d'Urgellet (em catalão e oficialmente) ou Ribera de Urgellet (em castelhano) é um município da Espanha na comarca de Alto Urgel, província de Lérida, comunidade autónoma da Catalunha. Tem 107 km² de área e em 2021 tinha 947 habitantes (densidade: 8,9 hab./km²).

## Demografia
| Variação demográfica do município entre 1991 e 2004 [carece de fontes?] | Variação demográfica do município entre 1991 e 2004 [carece de fontes?] | Variação demográfica do município entre 1991 e 2004 [carece de fontes?] | Variação demográfica do município entre 1991 e 2004 [carece de fontes?] |
| ----------------------------------------------------------------------- | ----------------------------------------------------------------------- | ----------------------------------------------------------------------- | ----------------------------------------------------------------------- |
| 1991                                                                    | 1996                                                                    | 2001                                                                    | 2004                                                                    |
| 822                                                                     | 743                                                                     | 811                                                                     | 857                                                                     |